# Dimarella (Dimarella) cauta
Dimarella (Dimarella) cauta is een insect uit de familie van de mierenleeuwen (Myrmeleontidae), die tot de orde netvleugeligen (Neuroptera) behoort. 
Dimarella (Dimarella) cauta is voor het eerst wetenschappelijk beschreven door Walker in 1853.